# NGC 7538
NGC 7538 је емисиона маглина у сазвежђу Цефеј која се налази на NGC листи објеката дубоког неба.
Деклинација објекта је + 61° 30' 42" а ректасцензија 23h 13m 38,0s. Привидна величина (магнитуда) објекта NGC 7538 износи 13,0. NGC 7538 је још познат и под ознакама LBN 542, Sh2-158.